# Gloria (album van Sam Smith)
Gloria is het vierde studioalbum van de Britse singer-songwriter Sam Smith, dat op 27 januari 2023 door Capitol Records werd uitgebracht. Het is de opvolger van Love Goes (2020).

## Achtergrond
Gloria werd opgenomen in Los Angeles, Londen en Jamaica. Smith werkte hiervoor samen met Jimmy Napes, Stargate, Max Martin en Ilya Salmanzadeh. Bij de aankondiging van het nieuwe album zei Smith dat het proces voelde "als volwassen worden" en de opnames hielpen om door "donkere tijden" heen te kunnen komen. De liedteksten gaan onder meer over seksualiteit, leugens, passie, zelfexpressie en imperfectie.

## Singles
Eerder verschenen er twee singles: 'Love Me More' en 'Unholy', een duet met de Duitse zangeres Kim Petras. Met het laatstgenoemde nummer schreef Smith geschiedenis: voor het eerst bereikte een non-binair persoon en een transvrouw de nummer 1-positie van de Billboard Hot 100. Op Spotify is 'Unholy' inmiddels meer dan 740 miljoen keer gestreamd, de bijbehorende muziekvideo is meer dan 110 miljoen keer op YouTube bekeken (geraadpleegd in januari 2023). Mede door Tiktok werd het nummer wereldwijd een groot succes.
In aanloop van de release van Gloria verschenen de nummers 'Gimme' (11 januari), dat in de twee weken voordat het album verscheen al 10 miljoen keer werd gestreamd, en 'Gloria' (20 januari). Voor 'Gimme' werkte Smith samen met de Jamaicaanse rapper Koffee en de Canadese zangeres Jessie Reyez. De laatstgenoemde is ook te horen in de nummers 'Perfect' en 'I'm Not Here to Make Friends'.

## Tracklist
1. Love Me More
2. No God
3. Hurting Interlude
4. Lose You
5. Perfect (duet met Jessie Reyez)
6. Unholy (duet met Kim Petras)
7. How to Cry
8. Six Shots
9. Gimme (met Koffee en Jessie Reyez)
10. Dorothy's Interlude
11. I'm Not Here to Make Friends (met Calvin Harris en Jessie Reyez)
12. Gloria
13. Who We Love (duet met Ed Sheeran)

De Japanse editie bevat twee extra nummers, te weten 'Heavenly Sent' en 'Kissing You'.